# Kurwai
Kurwai è una suddivisione dell'India, classificata come nagar panchayat, di 13.737 abitanti, situata nel distretto di Vidisha, nello stato federato del Madhya Pradesh. In base al numero di abitanti la città rientra nella classe IV (da 10.000 a 19.999 persone).

## Geografia fisica
La città è situata a 24° 08' 02 N e 78° 01' 43 E.

## Società

### Evoluzione demografica
Al censimento del 2001 la popolazione di Kurwai assommava a 13.737 persone, delle quali 7.139 maschi e 6.598 femmine. I bambini di età inferiore o uguale ai sei anni assommavano a 2.475, dei quali 1.278 maschi e 1.197 femmine. Infine, coloro che erano in grado di saper almeno leggere e scrivere erano 8.397, dei quali 4.907 maschi e 3.490 femmine.